# Leopold Herz
Leopold Herz (Wertach, 1953. június 12. –) német politikus Bajorországban, a Szabad Választóknál. 2008 óta a Bajor Tartományi Gyűlés tagja.

## Életrajz
Herz 1959-től 1966-ig a wertach-i általános iskolába, azután a sonthofeni középiskolába járt. 1973-ig a kempteni gimnáziumban tanult. 1973-tól 1975-ig a katonaságnál szolgált, ezt követően 1979-ig agrártudományt hallgatott. 1979 óta független parasztként dolgozott, miközben doktori munkáját befejezte.
Házas, négy gyermek édesapja, római katolikus vallású.

## Politikai pályája
Herz 2000 óta a bajorországi Szabad Választók tagja és 2002 óta wertachi tanácsos. A 2008-as tartományi választásoknál a lindaui és sonthofeni körzetben volt jelölt és a sváb listán jutott be. A tartományi gyűlés tagjaként az Élelmezési, Mezőgazdasági és Erdészeti Bizottság munkájában vesz részt.

## Fordítás
- Ez a szócikk részben vagy egészben  a   Leopold Herz című német Wikipédia-szócikk fordításán alapul.  Az eredeti cikk szerkesztőit annak laptörténete sorolja fel. Ez a jelzés csupán a megfogalmazás eredetét és a szerzői jogokat jelzi, nem szolgál a cikkben szereplő információk forrásmegjelöléseként.